# Te daría mi vida
«Te daría mi vida» es una canción interpretada por la cantante mexicana Paulina Rubio e incluida en su tercer álbum de estudio, El tiempo es oro (1995). De corte dance-pop, es el primer sencillo del álbum estrenado en enero de 1995. 

## Videoclip
El videoclip de la canción puede ser muy divertido y algo entretenido. Todo comienza con una botella en el mar con una frase que dice «Querida Paulina» misma en la que se encuentran unos mariachis tocando el coro de la canción, Paulina va caminando y se sube a un avión, después se baja del mismo y empieza a cantar la canción.
El video fue dirigido por Carlos Marcovich y filmado en la Ciudad de México.
Participaciones especiales: Raúl De Molina y Edith González.

## Formatos
- Sencillo en CD de  México

1. «Te Daría Mi Vida» (Radio Edit)
2. «Te Daría Mi Vida» (Álbum Versión)
3. «Te Daría Mi Vida» (Video Versión)
4. «Te Daría Mi Vida» (Extended Remix)

1. «Te Daría Mi Vida» (Radio Edit)
2. «Te Daría Mi Vida» (Álbum Versión)
3. «Te Daría Mi Vida» (Big Mix)
4. «Sola»

- Sencillo en CD de  Estados Unidos

1. «Introducción»
2. «Te Daría Mi Vida» (Radio Edit)
3. «Te Daría Mi Vida» (Álbum Versión)
4. «Sola»